# Ormea
Ormea este o comună în Piemont, în provincia Cuneo (Italia).

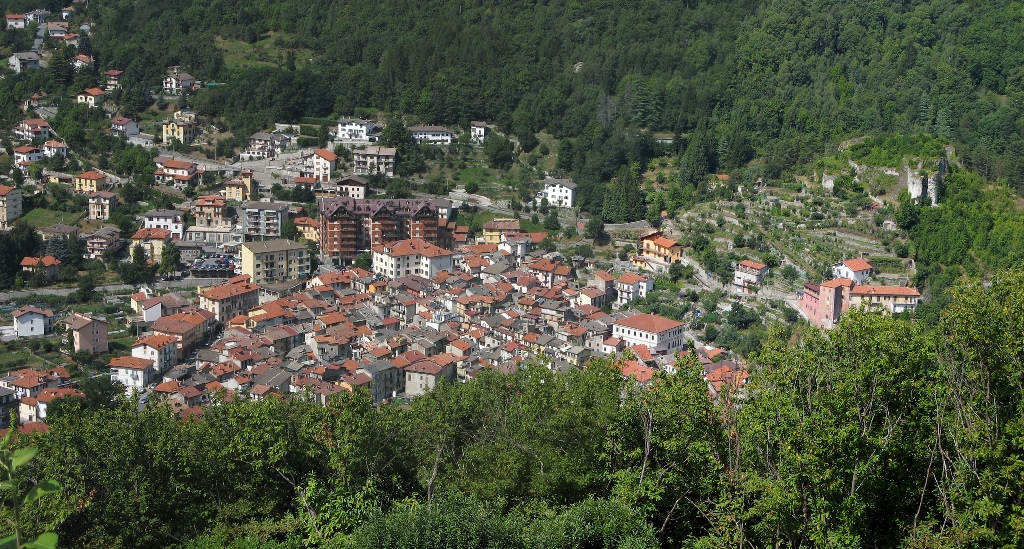
Ormea

## Demografie
Ormea - evoluția demografică

|  | Graficele sunt indisponibile din cauza unor probleme tehnice. Mai multe informații se găsesc la Phabricator și la wiki-ul MediaWiki. |

Date: Recensăminte sau birourile de statistică - grafică realizată de Wikipedia